# Sielec (rejon bereski)
Sielec (biał. Сялец, Sielec nad Jasiołdą) – agromiasteczko (dawniej miasteczko) na Białorusi w rejonie bereskim obwodu brzeskiego. Siedziba parafii prawosławnej (pw. Zaśnięcia Matki Bożej) i rzymskokatolickiej (pw. św. Aleksego).

## Historia
Miasto magnackie położone było w końcu XVIII wieku w powiecie brzeskolitewskim województwa brzeskolitewskiego. 
W II Rzeczypospolitej Sielec znajdował się w województwie poleskim, w powiecie prużańskim i był siedzibą gminy Sielec. W 1921 miasteczko liczyło 997 mieszkańców, zamieszkałych w 171 budynkach, w tym 735 Polaków, 149 Białorusinów, 99 Żydów, 10 Rusinów i 4 Rosjan. 492 mieszkańców było wyznania prawosławnego, 267 rzymskokatolickiego i 238 mojżeszowego. Folwark liczył zaś 21 mieszkańców, zamieszkałych w 1 budynku, wyłącznie Polaków wyznania rzymskokatolickiego.
Po II wojnie światowej w granicach Związku Sowieckiego. Od 1991 w niepodległej Białorusi.
Do głównych zabytków miasteczka należą cerkiew prawosławna i kościół katolicki. 
Z Sielca pochodzą przodkowie rosyjskiego aktora i piosenkarza Włodzimierza Wysockiego.

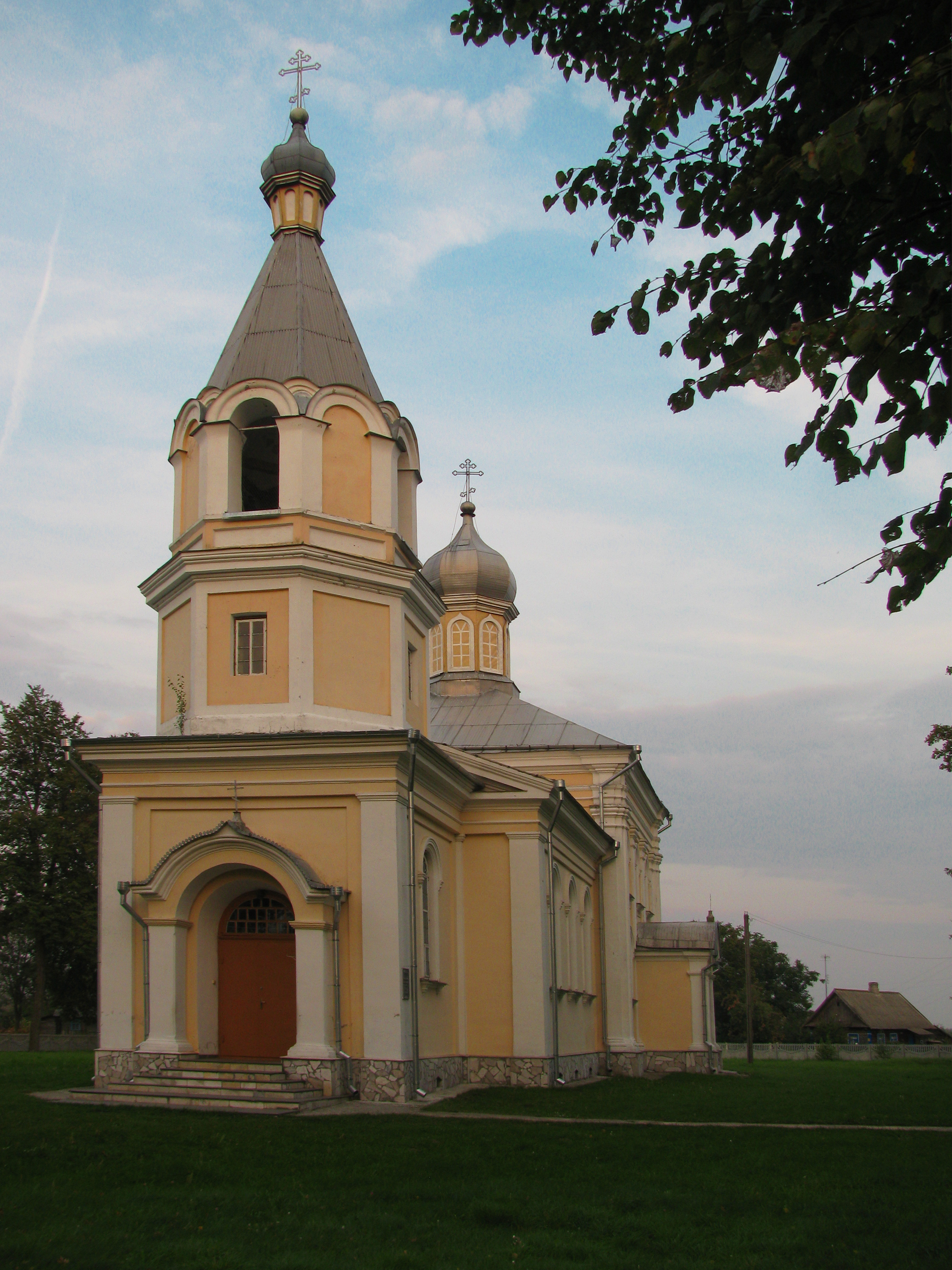
Cerkiew Zaśnięcia NMP